# Dévény
Dévény (szlovákul Devín, németül Theben) Pozsony város része Szlovákiában, a Pozsonyi kerület Pozsonyi IV. járásában. Vára a történelmi Magyarország nyugati kapuja volt.

## Fekvése
A városrész Pozsony központjától 8 km-re északnyugatra, a Morva folyó dunai torkolatánál, a Dévényi-kapunál fekszik.

## Nevének eredete
Neve a szláv deva (= fiatal lány) főnévből ered. A Devín tulajdonképpen Deva nevű személy vára értelmű. Ez az elnevezés olyan várakra vonatkozott, melyeket lányok befalazásával próbáltak bevehetetlenné tenni.

## Története
Ősrégi település, amely már a legrégibb idők óta lakott volt. Már a rómaiak őrtornyokat emeltek itt, majd morva fejedelmi székhely lett. Palánkvárát 864-ben említi a Fuldai évkönyv. A királyi vár a 13. században épült fel, 1288-ban Dyven néven említik. A falut 1237-ben villa Thebyn néven említik, a vár szolgálófaluja volt. 1568-ban Miksa császártól kiváltságokat kapott.
1836-ban itt bontott zászlót Ľudovít Štúr, a szlovák nemzeti eszme apostola, ezért a szlovák nemzeti mozgalom szülőhelyének tekintik.
Vályi András szerint "DIVIN. Dévén Thében. Német Mező Város Poson Vármegyében, földes Ura Gróf Pálfy Uraság, lakosai katolikusok, fekszik Posontól egy mértföldnyire, Morava vizének a’ Dunában való béfolyásánál. Hajdani Vára meglehetős vala, mellynek viszontagságait leírta Bél Mátyás is Notitia Hungariae novae T. II. pag. 252. Nevezetesítetik Bátori Istvánnak Magyar Ország hajdani Nádor Ispánnyának, I. FERDINÁNDNAK uralkodása alatt itt történt haláláról, ’s eltemettetéséröl, határja szoross, de termékeny, bora meglehetős, eladásra Posonban jó alkalmatossága van, hegye Khoblnek neveztetik, jó tulajdonságaihoz képest, első Osztálybéli."
Fényes Elek szerint "Dévén, (Theben), Pozson m. német mváros. Fekszik Pozsontól 1 1/2 órányira, épen az ország határszélén, ott, hol a Morva zavaros habjai a Dunába ömlenek. Van egy kath. paroch. temploma, harminczad-hivatala a Dunaparton, vendégfogadója, és serháza. Szántóföldje felette kevés; rétje, legelője is szűk; de szőlőhegye tágas; erdeje elég. Lakosai, kik 1618 kath., 14 evangelikus, 21 zsidókra mennek, mesterséget folytatnak, sok gyümölcsöt termesztenek, (hires kiváltképen baraczkjok), cserépedényeket csinálnak, hajókáznak. Az edényekkel, gyümölcsökkel, és fával kereskedés nem megvetendő."
A trianoni békeszerződésig Pozsony vármegye Pozsonyi járásához tartozott. 1920-ban Csehszlovákia része lett.  1939-ben az I. Szlovák Köztársaság kiválása és a Cseh-Morva Protektorátus megalakulása után a náci Német Birodalomhoz csatolták (Reichsgau Niederdonau része lett) Pozsonyligetfaluval együtt, 1945-ben visszakerült Csehszlovákiához. A települést többször sújtotta árvíz, a legnagyobb áradás 2002-ben volt.

## Népessége
1910-ben a falunak 2063, többségben német anyanyelvű lakosa volt, jelentős magyar és szlovák kisebbséggel.
2011
- Szlovákok - 1 016 (92,7%)
- Csehek - 19 (1,73%)
- Magyarok - 18 (1,64%)
- Egyéb - 24 (2,19%)
- Azonosítatlan - 19 (1,73%)
- Összesen - 1 096 (100%)

## Nevezetességei

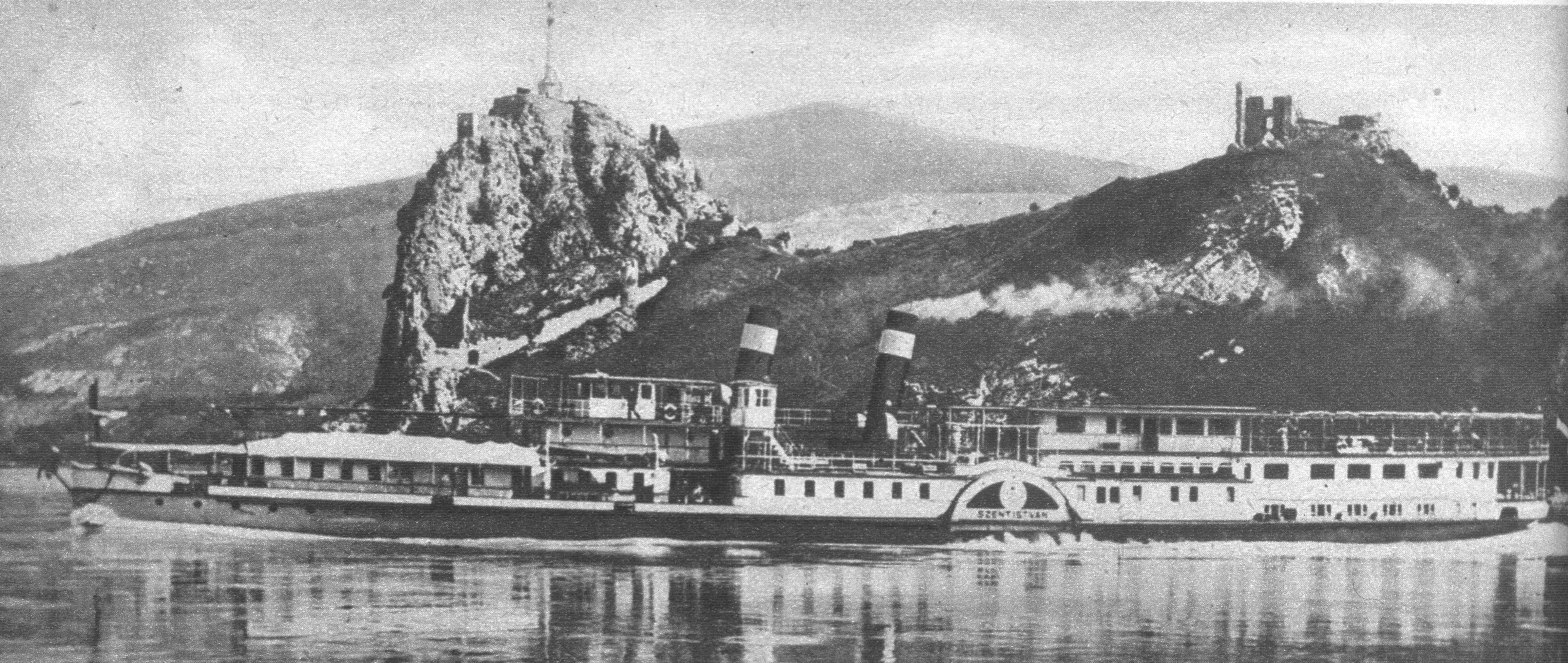
A Szent István gőzös Dévénynél

- A dévényi vár, mely a Magyar Királyság nyugati kapuja volt, a Duna és a Morva folyók összefolyásánál lévő 80 m magas meredek hegy csúcsán emelkedik. Romjai ma is impozáns képet nyújtanak. Festői kilátás nyílik innen a Duna túloldalán emelkedő osztrák Hainburg várára. 1759-1760-ban Bernardo Bellotto hűen megfestette, mely kép ma a Bécsi Szépművészeti Múzeumban található.[4]
- A millenniumi emlékmű. A történelmi Magyarország hét millenniumi emlékművének egyike volt. Az 1896-ban átadott emlékmű avatóünnepségén báró Jósika Sámuel, a császár és a király személye melletti miniszter mondott ünnepi beszédet. A dévényi vár fokán álló, 21 méter magas, haraszti mészkőből készült emlékművet Berczik Gyula tervei alapján építették. Az oszlopfőn elhelyezett honfoglalás kori vitézt ábrázoló szoboralakzat, amely jobbjában leeresztett karddal, bal kezében országcímerrel díszített pajzzsal jelképesen az ország északnyugati kapuját őrzi, Jankovics Gyula szobrászművész alkotása. Az emlékművet 1920-ban a csehszlovák hadsereg lerombolta.[5]

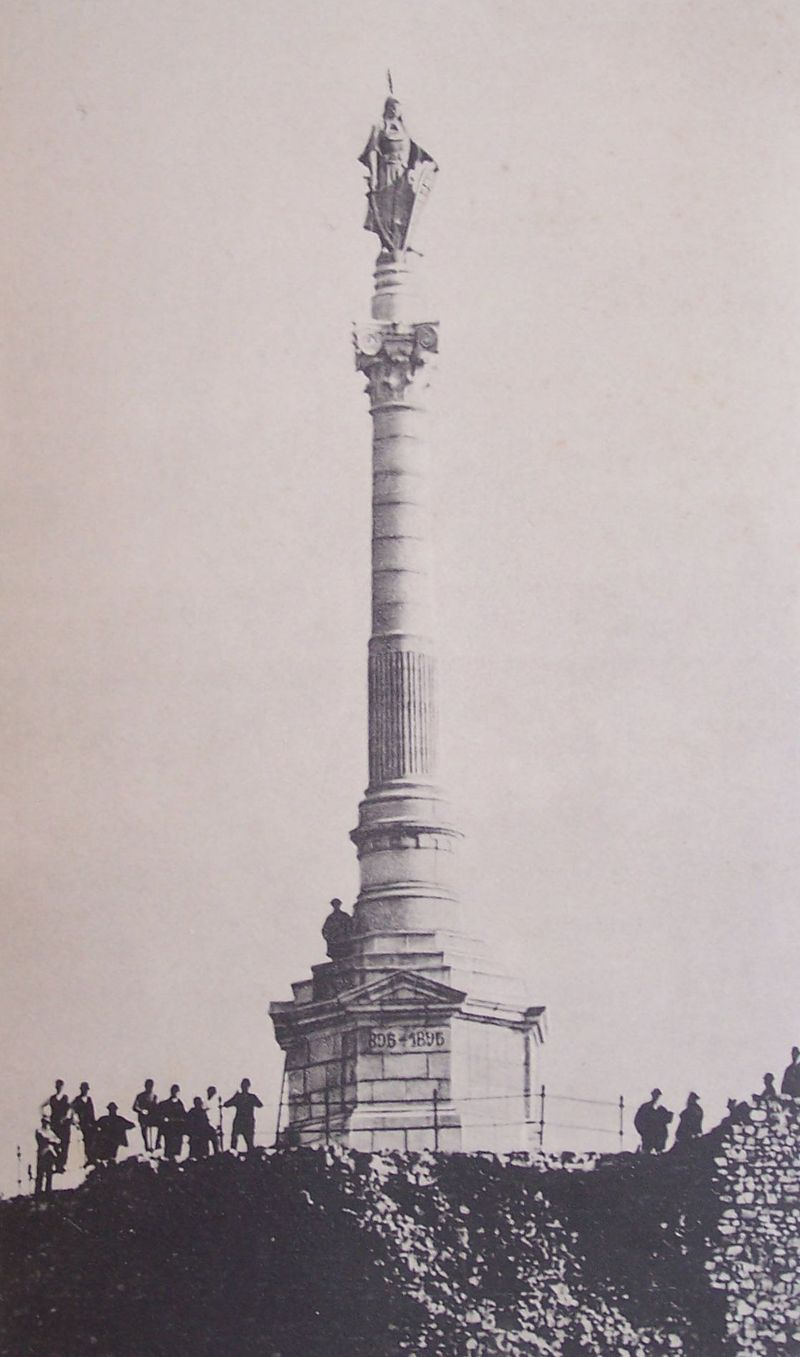
Az egykori dévényi millenniumi emlékmű
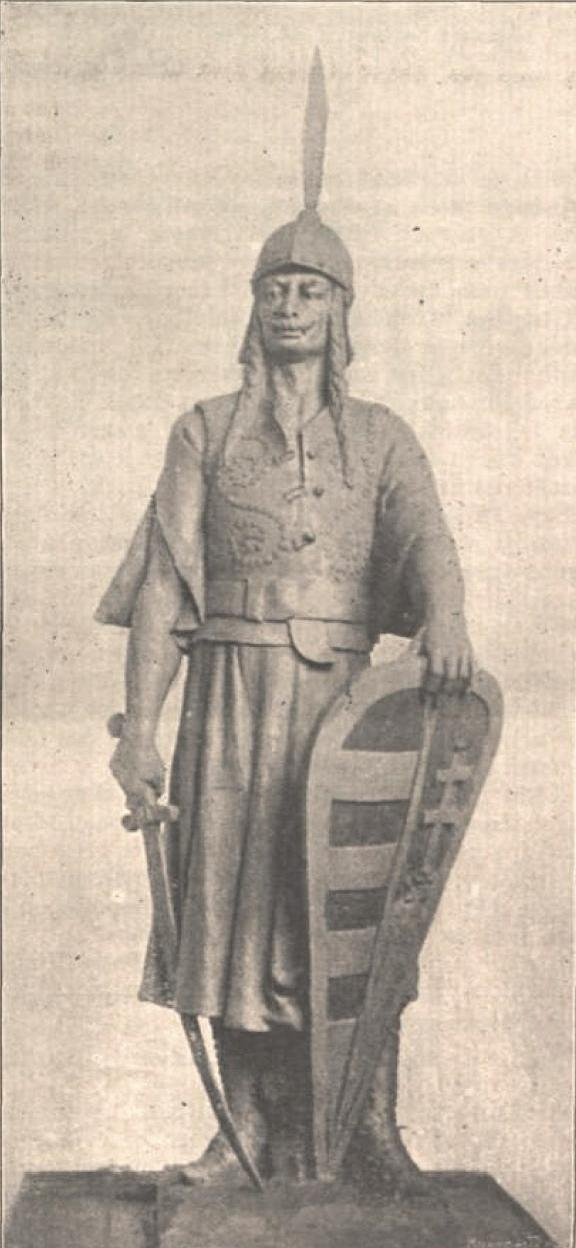
A millenniumi emlékmű oszlopfőjén elhelyezett szobor
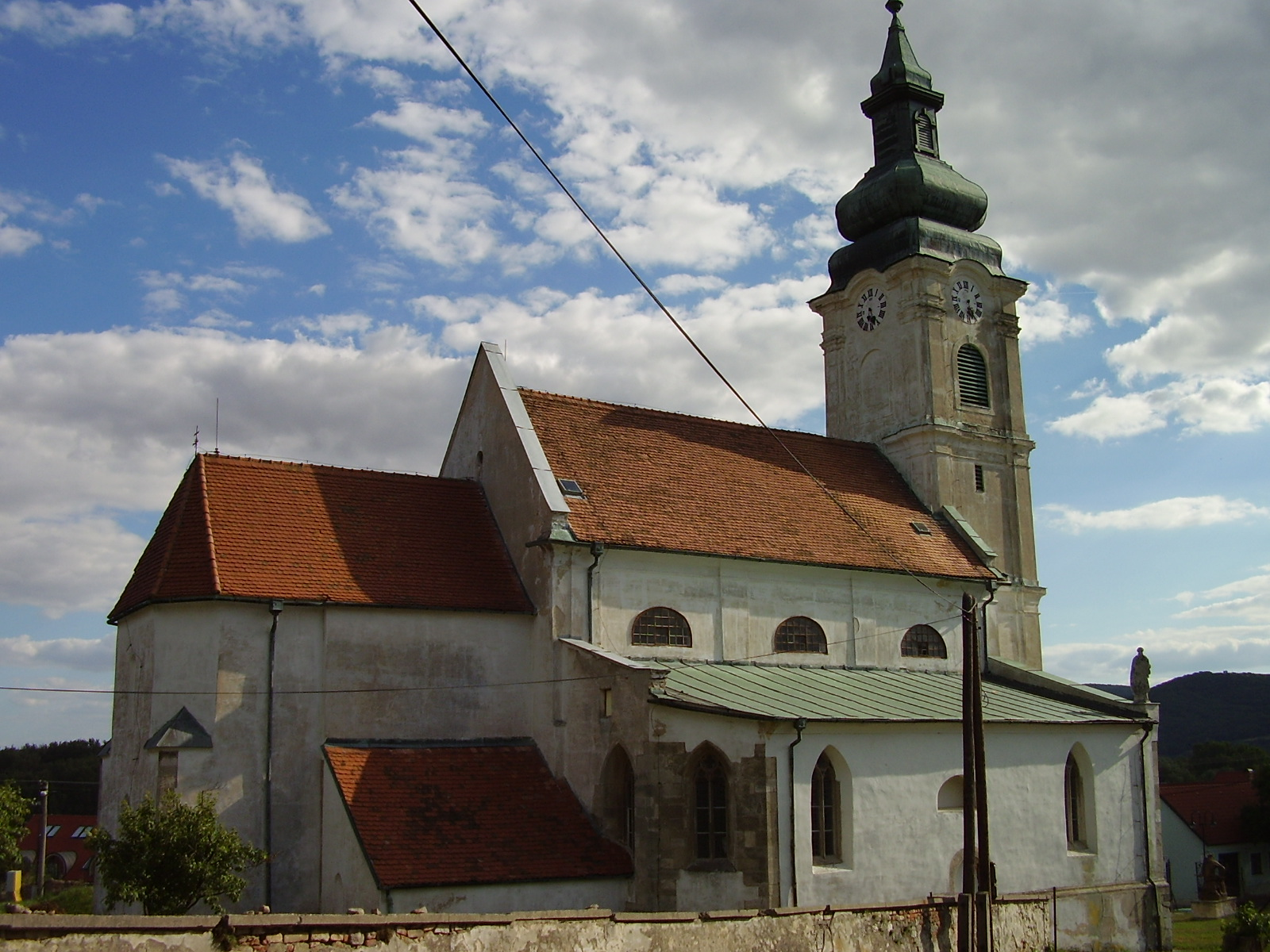
Dévény katolikus temploma
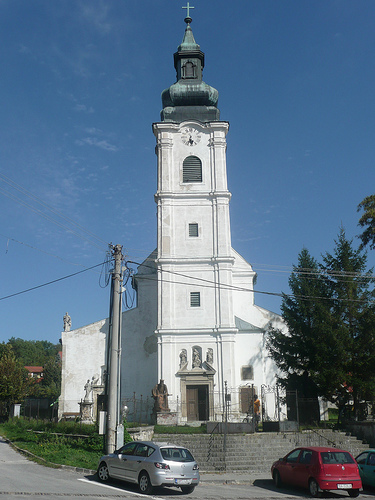
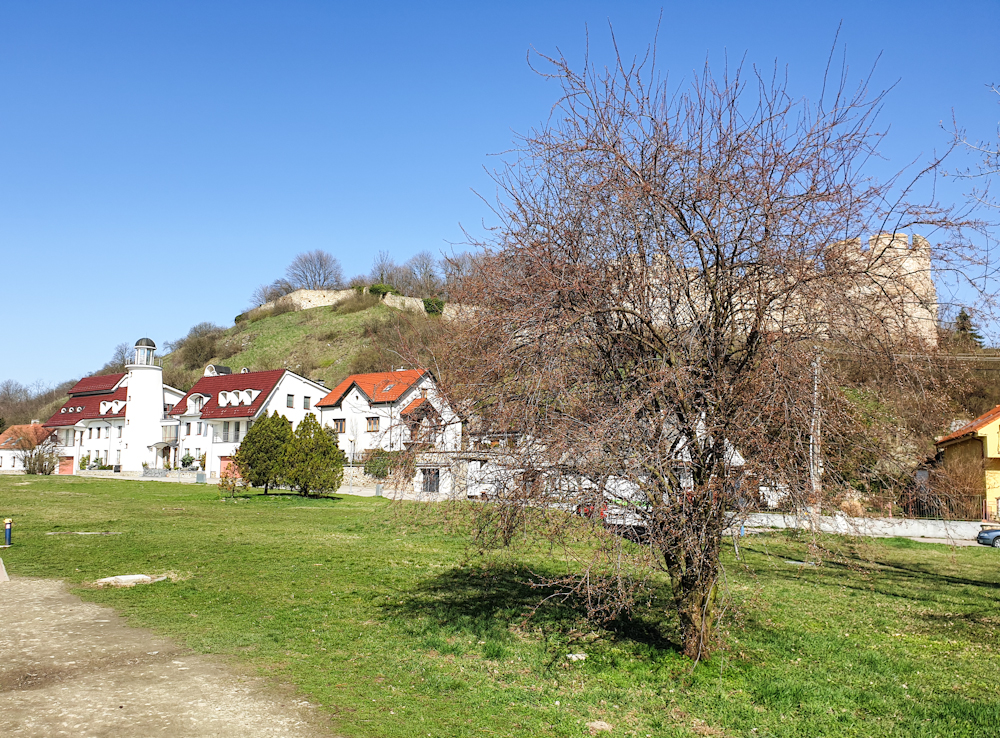
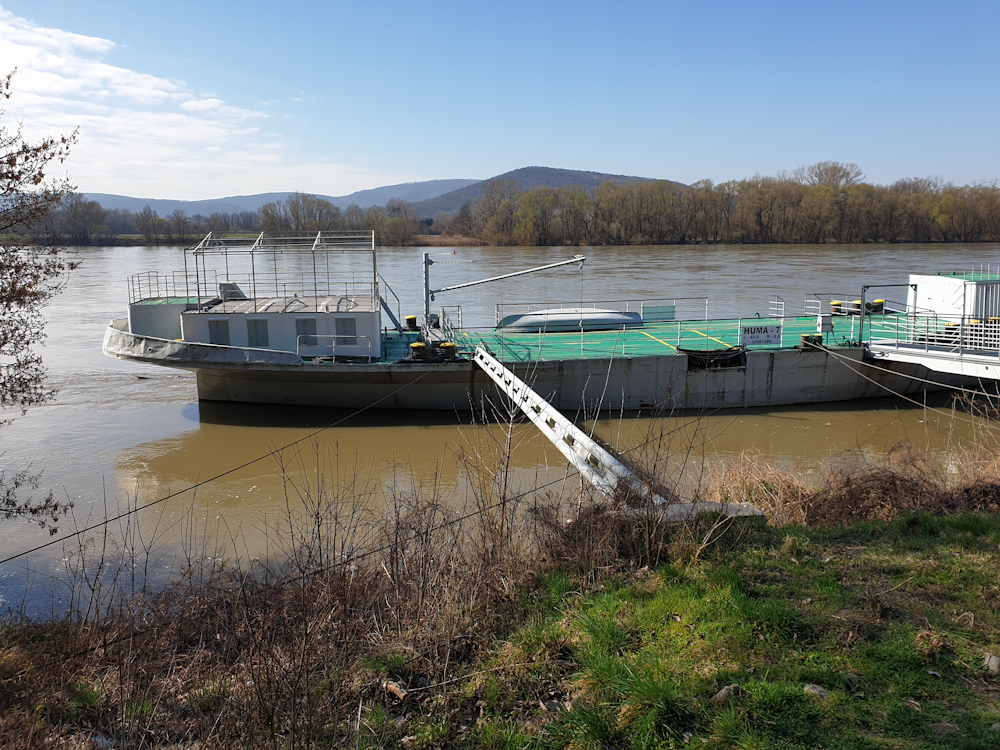
A dévényi Dunapart

- Szent Kereszt temploma a 14. század első felében épült gótikus stílusban. A 18. században barokk-klasszicista stílusban építették át. Főoltára 1810 és 1820 között épült.
- A falu közepén álló kastély a 17. században épült, később jezsuita  kolostor, sörfőzde, ma magántulajdon.

## Híres emberek
- Itt halt meg 1530. május 8-án Báthori István nádor, II. Lajos király nevelője.
- Itt szolgált Horváth József (1848-1916) főtanító.